# Robinhood (azienda)
Robinhood Markets Inc, normalmente Robinhood, è un'azienda statunitense che offre servizi finanziari online, con quartier generale a Menlo Park, California. La società produce l'omonima app per smartphone, che consente alle persone comuni di investire in società pubbliche e fondi negoziati quotate nelle borse statunitensi, senza pagare una commissione. Robinhood gestisce un sito Web, un app per iPhone, Apple Watch, e Android.

## Storia
Robinhood è stata fondata nell'aprile 2013 da Vladimir Tenev e Baiju Bhatt 
I guadagni dell'azienda provengono da tre fonti principali: interessi guadagnati sui saldi di cassa dei clienti, vendita di informazioni sugli ordini a trader ad alta frequenza e prestiti a margine
La società non ha uffici aperti al pubblico ed opera interamente online. 
A marzo 2022 , Robinhood aveva 22,8 milioni di persone inscritte con soldi depositati  e 15,9 milioni di utenti attivi mensili 
L'app è stata sottoposta a controllo per la gestione di una tipologia di conto corrente che offre alti tassi di interesse, in quanto non è assicurato dalla Federal Deposit Insurance Corporation.
A partire dal 28 gennaio 2021 diverse azioni collettive sono state intentate contro la società, a seguito della decisione unilaterale di sospendere la negoziazione di titoli GameStop.

## Controversie
Il 28 gennaio 2021, in corrispondenza della chiusura forzata delle posizioni corte (short squeeze) causato da una massiccia speculazione sul titolo GameStop originatasi sul social network Reddit, è stata sospesa dal sistema la negoziazione di diversi titoli, tra cui quello GameStop.
La decisione ha causato diverse reazioni di personalità pubbliche e di politici, tra cui quella della democratica Alexandria Ocasio-Cortez, che ha definitivo "inaccettabile" l'iniziativa. Rashida Tlaib, anch'essa democratica, ha definito l'azione della società una "manipolazione del mercato" per "proteggere gli hedge funds". Simile la posizione di Ted Lieu.
Anche Elon Musk si è schierato contro la decisione e ha criticato la possibilità di vendere azioni allo scoperto.